# Jade Chynoweth
Jade Chynoweth (IPA: [ˈdʒeɪd ʃəˈnɔːf]; Park City, 21 agosto 1998) è un'attrice e ballerina statunitense, nota per essere una delle interpreti di Artemisia in 300: L'alba di un Impero (2014), nonché per i personaggi di Carmen in  Batman v Superman: Dawn of Justice (2016) e Odalie in  Step Up: High Water  (2018).

## Biografia
Jade Chynoweth è nata e cresciuta nello Utah. Ha iniziato a ballare da quando aveva due anni, nello studio di danza di sua zia, dove sua madre le insegnava danza jazz. A nove anni decise che avrebbe dedicato la sua vita alla danza.
Ha studiato danza anche alla Dance Tech Studios prendendo lezioni di danza jazz, hip hop e balletto. Partecipava a concorsi di danza ogni fine settimana mentre prendeva lezioni in studio ogni giorno. Inoltre viaggiava regolarmente a Los Angeles per le audizioni. La grande opportunità giunse quando si assicurò un posto di ballerina nel The Pulse on tour 2010/11 Elite Protégés, un convegno internazionale e laboratorio viaggiante dedicato alla danza.
Una volta confermata per l'anno 2010-2011, Jade raggiunse la fama come ballerina ed divenne un membro del cast nel Monsters of Hip-Hop Show Shadows. Si unì poi al corpo di danza immaBEAST. Ottenne ampi successi anche su YouTube. Molti dei suoi video hanno più di un milione di visualizzazioni.
Nel 2017 prende parte al cast di Step Up: High Water, disponibile in streaming su Youtube Red, al fianco di Naya Rivera e Ne-Yo. La serie televisiva di Step Up racconta di alcuni ballerini che si troveranno a competere tra di loro in una prestigiosa accademia di arti dello spettacolo, la High Water Performing Arts School di Atlanta.

## Filmografia

### Cinema
- 300 - L'alba di un impero (300: Rise of an Empire), regia di Noam Murro (2014)
- Batman v Superman: Dawn of Justice, regia di Zack Snyder (2016)

### Televisione
- The Last Ship – serie TV, 13 episodi (2015-2018)
- Step Up: High Water – serie TV, 20 episodi (2018-2019)

## Doppiatrici italiane
Nelle versioni in italiano delle opere in cui ha recitato, Mayte Garcia è stata doppiata da:
- Eva Padoan in The Last Ship